# 刚毅
剛毅（1837年—1900年），字子良，他他拉氏，滿洲鑲藍旗人，晚清大臣。其曾在戊戌政變後監斬戊戌六君子，並且支持義和團抵禦八國聯軍。

## 生平
剛毅以刑部筆帖式出身，逐漸升為郎中，刑部任內平反楊乃武與小白菜案，為時論所譽，晉升廣西按察使、廣東布政使、雲南布政使。光緒十一年（1885年），出任山西巡撫，在黃河河套屯田並設官治理。十四年（1888年），調任江蘇巡撫，適逢蘇南地區遭受洪澇災害，剛毅採取以工代賑的方法整修當地水利工程，特別是整治了上海境內的蕰藻浜和吳淞江。
光緒二十年（1894年），中日甲午戰爭爆發，剛毅積極主戰，受到慈禧的賞識，遂進入軍機處，任軍機大臣兼禮部侍郎。
光緒二十三年（1897年），毓賢入北京向大學士剛毅等親貴，力薦義和團拳民可用，為義和團事件的先聲。
光緒二十四年（1898年），因堅持反對戊戌變法，甚至主張廢黜光緒帝，升任兵部尚書、協辦大學士，成為慈禧親信之一。八月，監斬維新志士譚嗣同等人。梁啟超〈譚嗣同傳〉記當時情況：「（譚嗣同）就義之日，觀者萬人，君慷慨神氣不少變。時軍機大臣剛毅監斬，君呼剛前曰：『吾有一言！』剛去不聽，乃從容就戮。」
光緒二十五年（1899年），為中央政府解決財政困難，赴南方各省督辦稅務，其間多有搜刮各地的行為，一時輿論譁然，稱其為「搜刮大王」。
光緒二十六年（1900年），義和團進入北京時，剛毅與載漪等人出於極端的排外心理，主張招撫義和團，希望能利用義和團的「仙術」達到「扶清滅洋」的效果。6月，剛毅和趙舒翹等前往順天府良鄉縣、涿州一帶察看義和團虛實，回朝後脅迫趙舒翹向慈禧太后報告「其術可用」，遂同載勳被任命為統率義和團大臣，率領義和團同八國聯軍開戰。8月，八國聯軍佔領北京，剛毅隨同慈禧太后「西狩」，途中病死於山西侯馬鎮。
戰後，西方列強將剛毅列為主要戰犯之一，要求慈禧太后加以懲處，慈禧以其先死，未加以追究，但追奪其原有全部官職。
剛毅與毓賢皆是劉鶚《老殘遊記》中清官比貪官可恨的代表。
梁启超所著《戊戌政变记》有提及，“大学士刚毅尝语人曰：‘改革者，汉人之利，而满人之害也！我有产业，吾宁赠之于朋友，而必不使奴隶分其润也！”结果刚毅的话几经演绎，最后变成“宁赠友邦，不予家奴”，还说是慈禧所言。

## 任職
- 同治年，筆帖式
- 同治5年，主事
- 同治8年，刑部滿洲員外郎
- 光緒5年，郎中
- 光緒6年，廣東惠潮嘉道
- 光緒7年，江西按察使
- 光緒8年，直隸按察使
- 光緒8年，廣東布政使
- 光緒10年，雲南布政使
- 光緒11年，山西巡撫
- 光緒14年，江蘇巡撫
- 光緒18年，廣東巡撫
- 光緒20年，軍機大臣
- 光緒20年，署禮部右侍郎
- 光緒20年，紫禁城騎馬
- 光緒20年，禮部右侍郎
- 光緒20年，禮部左侍郎
- 光緒20年，方略館總裁
- 光緒21年，戶部右侍郎兼管錢法堂事務
- 光緒21年，滿洲繙譯副考官
- 光緒22年，工部尚書
- 光緒22年，崇文門監督
- 光緒22年，會典館正總裁
- 光緒23年，刑部尚書
- 光緒24年，正紅旗蒙古都統
- 光緒24年，兵部尚書協辦大學士
- 光緒24年，西苑門騎馬
- 光緒24年，經筵講官
- 光緒24年，繙譯閱卷官
- 光緒25年，內大臣